# Hayden Foxe
Hayden Vernon Foxe (* 23. Juni 1977 in Sydney) ist ein ehemaliger australischer Fußballspieler.

## Karriere

### Verein
Foxe wurde in der australischen Talentschmiede Australian Institute of Sport ausgebildet. Von dort wechselte er nach Europa, in die Niederlande zu Ajax Amsterdam. Bei Ajax kam er nie im Profiteam zum Zuge. 1997 wechselte er ins Nachbarland, nach Deutschland. Hier schlüpfte er in das Trikot von Arminia Bielefeld. Am 12. Spieltag, der Saison 1997/98 gab er sein Debüt in der Bundesliga, er wurde von Trainer Ernst Middendorp in der 78. Spielminute eingewechselt. Im weiteren Saisonverlauf kam Foxe nicht mehr zum Zuge, anschließend wechselte er nach Japan, in die J. League Division 1. Dort bestritt er 45 Spiele für seinen Arbeitgeber Sanfrecce Hiroshima. 2000 kehrte er zurück nach Europa und spielte in Belgien und England, für West Ham United, KV Mechelen, FC Portsmouth und Leeds United. 2007 kehrte er zurück in seine Heimat, Australien uns spielte für Perth Glory und Sydney FC, wo er 2011 seine Karriere als Spieler beendete.

### Nationalmannschaft
Foxe kam bereits in den U-Mannschaften Australiens zum Einsatz. Mit der U-23 nahm er an den Olympischen Sommerspielen 2000 teil. Schied aber bereits in der Vorrunde nach drei Niederlagen aus dem Fußballwettbewerb aus. Für die Nationalmannschaft Australiens bestritt er elf Spiele.